# Ганс Мейленґрахт-Мадсен
Ганс Мейленґрахт-Мадсен (дан. Hans Meulengracht-Madsen, 9 вересня 1885 — 7 жовтня 1966) — данський яхтсмен.
Срібний призер Олімпійських Ігор 1912 року в класі 6 метрів.